# Ћамила Мичијевић
Ћамила Мичијевић (Хајденхајм, 8. септембар 1994) је босанскохерцеговачка и хрватска рукометашица која игра за француски рукометни клуб Мец. Игра на позицији левог бека.

## Каријера
Пореклом из Мостара, рођена у избеглиштву у немачком граду Хајденхајм на Бренцу. После рата у Босни и Херцеговини, са породицом се 1998. вратила у Мостар где ће остати до своје 15 године. Најпре је играла у Локомотиви, касније у Катарини где ће је приметити тренер Едо Шмит и одвести у Ријеку.
Ћамила је каријеру наставила у ријечком Замету где је провела пет година. После Замета 2016. године одлази у мађарски Дунаујварош, а од 2020. је чланица француског Меца. За женску репрезентацију Босне и Херцеговине није ни могла да наступи јер у тренутку позива у репрезентацију Хрватске, босанскохерцеговачка није постојала. Наступала је за Хрватску на три Европска првенства 2014, 2016. и  2020. године.